# 麻婆斗妇
《麻婆斗婦》（英語：The In-Laws），新加坡新傳媒私人有限公司時裝電視劇，由李司棋、瑞恩、瑞恩、方展發、林明倫、李心鈺及金銀姬領銜主演，監製為賴麗婷。

## 演員表
| 演 員  | 角 色  | 備註 |
| 李司棋 | 林寶珠 | 蕭天傅之妻 蕭建業、蕭建海之母 何香琴之媳婦 王佳珍、嚴秋樺之家婆                                           |
| 金銀姬 | 何香琴 | 蕭天傅之母 林寶珠之家婆 蕭建業、蕭建海之奶奶 德明之曾祖母                                                 |
| 李心鈺 | 蕭紛紛 | 何香琴之女 蕭天傅之妹 蕭建業、蕭建海之姑姑 大寶之女友                                                     |
| 林明倫 | 蕭建業 | 蕭天傅、林寶珠之長子 何香琴之長孫 嚴秋樺之夫，曾分開，後復合 蕭建海之大哥 凱文之繼父 王佳珍之弟媳兼前男友 |
| 許美珍 | 嚴秋樺 | 本名王玉婷 蕭建業之妻，曾分開，後復合 凱文之母 王佳珍之抽里兼死敵，後和好 沈雲之前女友                    |
| 方展發 | 蕭建海 | 蕭天傅、林寶珠之幼子 喜歡王佳珍，後為丈夫 蕭建業之弟弟 白子俊之情敵，後和好                               |
| 瑞恩   | 王佳珍 | |